# Pseudohercostomus echinatus
Pseudohercostomus echinatus är en tvåvingeart som beskrevs av Stackelberg 1931. Pseudohercostomus echinatus ingår i släktet Pseudohercostomus och familjen styltflugor. Inga underarter finns listade i Catalogue of Life.